# Mesostenus penetralis
Mesostenus penetralis är en stekelart som först beskrevs av Cameron 1902.  Mesostenus penetralis ingår i släktet Mesostenus och familjen brokparasitsteklar. Inga underarter finns listade i Catalogue of Life.